# Harige voorjaarsuil
De harige voorjaarsuil (Brachionycha nubeculosa) is een nachtvlinder die behoort tot de Noctuidae (nachtuiljes).
De vlinder is te zien in maart en april en heeft een spanwijdte van 48-60 mm. De voorvleugels zijn bruin.
De rups is heldergroen met lichtgekleurde stippen en komt in mei en juni voor op de berk, wilg, ratelpopulier, gewone vogelkers, rode kamperfoelie, linde, sporkehout en asters.